# Norweski Państwowy Fundusz Emerytalny
Norweski Państwowy Fundusz Emerytalny (norw. Statens pensjonsfond lub Oljefondet) – państwowy fundusz majątkowy składający się z dwóch różnych funduszy:
- Państwowy Fundusz Emerytalny – Globalny (dawniej Państwowy Fundusz Ropy Naftowej, Statens pensjonsfond – Utland, SPU)
- Państwowy Fundusz Emerytalny – Norwegia (Folketrygdfondet).

Norweski fundusz emerytalny jest największym na świecie państwowym funduszem inwestycyjno-oszczędnościowym po funduszu emiratu Abu Dhabi. Posiada 1 proc. wszystkich akcji notowanych na światowych giełdach.
Strategia inwestycyjna funduszu opracowywana została przez norweskie Ministerstwo Finansów. Zakłada inwestycje 60 proc. środków w akcje, 35-40 proc. w obligacje i do 5 proc. w nieruchomości. Wszystkie środki funduszu inwestowane są na rynkach zagranicznych.
W czerwcu 2015 r. norweski parlament podjął decyzję o sprzedaży udziałów funduszu w firmach na całym świecie, w których ponad 30% przychodów pochodzi z działalności opartej na węglu.